# Ici New York
Pour les articles homonymes, voir Are You Listening?.
Pour plus de détails, voir Fiche technique et Distribution.
Ici New York (titre original : Are You Listening?) est un film américain réalisé par Harry Beaumont d'après une nouvelle de Dwight Taylor, et sorti en 1932.
Le titre du film vient de la phrase de lancement qu'utilisait le présentateur Tony Wons de Columbia Broadcasting System au début des années 1930.

## Synopsis
Un animateur de radio, Bill Grimes, tue accidentellement sa femme Alice avec qui il ne s'entendait plus. Il est poussé à avouer son crime en direct à la radio.

## Fiche technique
- Titre original : Are You Listening?
- Réalisation : Harry Beaumont, assisté de Harold S. Bucquet (non crédité)
- Scénario et adaptation : Dwight Taylor (d'après une de ses nouvelles)
- Photographie : Harold Rosson
- Montage : Frank Sullivan
- Musique : William Axt
- Pays de production :  États-Unis
- Lieu de tournage : Metro-Goldwyn-Mayer Studios
- Durée : 73 minutes
- Date de sortie : 
  - États-Unis : 21 mars 1932

## Distribution
- William Haines : Bill Grimes
- Madge Evans : Laura O'Neil
- Anita Page : Sally O'Neil
- Karen Morley : Alice Grimes
- Neil Hamilton : Jack Clayton
- Wallace Ford : Larry Barnes
- Jean Hersholt : George Wagner
- Joan Marsh : Honey O'Neil
- John Miljan : Ted Russell
- Murray Kinnell : Carson
- Ethel Griffies : Mrs. Peters

non crédités :
- Hattie McDaniel : la chanteuse
- Charley Grapewin